# Amoerrotslijster
De amoerrotslijster (Monticola gularis) is een zangvogel uit de familie Muscicapidae (Vliegenvangers).

## Verspreiding en leefgebied
Deze soort komt voor in het noordelijke deel van Centraal-en noordoostelijk Azië, met name van zuidoostelijk Siberië tot noordoostelijk China en Korea en overwintert in Zuidoost-Azië.